# Hugh Garner
Hugh Garner (* 22. Februar 1913 in Batley, Yorkshire, Vereinigtes Königreich; † 30. Juni 1979 in Toronto) war ein kanadischer Schriftsteller britischer Herkunft.

## Leben
Hugh Garner wurde 1913 in Batley, Yorkshire, geboren und kam bereits 1919 mit seinen Eltern nach Kanada, wo er in Toronto, Ontario, aufwuchs. Während der Weltwirtschaftskrise trampte er wie viele andere Erwerbslose mit den Zügen quer durch Kanada und die Vereinigten Staaten. Danach kämpfte er als Mitglied der Internationalen Brigaden im Spanischen Bürgerkrieg. Im Zweiten Weltkrieg diente er in der kanadischen Marine.
Nach Ende des Krieges konzentrierte er sich Garner auf die Schriftstellerei. So veröffentlichte er seinen ersten Roman, Storm Below, im Jahr 1949. Im folgenden Jahr erschien sein in Kanada wohl bekanntester Roman, Cabbagetown, in einer gekürzten Fassung, die erst 1968 erweitert wurde. In diesem Roman schilderte er anschaulich das Nachbarschaftsleben in Cabbagetown, einem Slum Torontos, den er aus eigener Anschauung erlebt hatte. Der Nachfolgeroman The Intruders, der gleichsam die Gentrifizierung in Cabbagetown über die Generationen hinweg beleuchtete, erschien 1976.
Später konzentrierte sich Garner auf Kriminalromane, wie beispielsweise Death in Don Mills (1975) und Murder Has Your Number (1978).
Garners privater Hintergrund – Armut, städtische Herkunft, Protestant – war selten für einen kanadischen Schriftsteller seiner Generation und legte gewissermaßen den Grundstein für seine Schriftstellerei. Sein Thema war die Arbeiterklasse Ontarios, der realistische Roman bildete sein bevorzugtes Genre. Cabbagetown ist daher der beste Beispiel seines literarischen Stils. Seine Fokussierung auf die Opferrolle der Arbeiter reflektiert seine eigenen sozialen wie sozialistischen Wurzeln.
Im Jahr 1963 gewann Garner den Governor General’s Award for Fiction für seine Sammlung von Kurzgeschichten mit dem Titel Hugh Garner's Best Stories. Garner kämpfte während seines Lebens lange gegen seine Alkoholabhängigkeit und starb 1979 in Toronto. Eine Wohnungsbaugenossenschaft in Cabbagetown wurde ihm zu Ehren benannt.

## Werk
Romane
- Storm Below (1949)
- Waste no Tears (1950); veröffentlicht unter dem Pseudonym Jarvis Warwick, wahrscheinlich nach dem Warwick Hotel auf der Jarvis Street in Toronto gewählt.
- Cabbagetown. gekürzte Fassung (1950); erweiterte Originalfassung (1968)
- Xia Sun (1962)
- The Sin Sniper (1970)
- A Nice Place to Visit (1970)
- Death in Don Mills (1975)
- The Intruders (1976)
- Murder Has Your Number (1950)
- Don't Deal Five Deuces (1992); posthum vervollständigt von Paul Steuwe

Kurzgeschichten
- One Two Three Little Indians. 1952 Volltext, mit Fragen an Schüler
  - Übers. Walter E. Riedel: Ein, zwei, drei kleine Indianer. In: Kanadische Erzähler der Gegenwart. Manesse Bibliothek der Weltliteratur, Zürich 1967, 1986, S. 229–246
- The Yellow Sweater (1952)
- Hugh Garner's Best Stories (1963)
- Men and Women (1966)
- Violation of the Virgins (1971)
- One Mile of Ice
- The Moose and the Sparrow (1966)
- Der glücklichste Mann der Welt, in: Kolumbus und die Riesendame. Übers. Marlies Juhnke. Aufbau TB (atv), Berlin 1992, S. 7 – 25 (The happiest man in the world, aus: Fourteen Stories High. Best Canadian stories of '71. Hgg. David Helwig, Tom Marshall. Oberon, Ottawa 1971, ISBN 0-88750-047-1 S. 35 – 50)

sonstige Prosa
- Author, Author! (1964; Essays)
- One Damned Thing After Another! (1973; Memoiren)